# ノースフォーク 天使がくれた奇跡
『ノースフォーク 天使がくれた奇跡』（Northfork）は2003年に製作されたファンタジー映画である。

## 概要
『ツイン・フォールズ・アイダホ』などで知られるポーリッシュ兄弟が監督・製作の本作。モンタナ州にある小さな町“ノースフォーク”を舞台に、ダムに沈む町に住む人々の様々な思いが交錯する様を幻想的かつ静かに描く群衆劇である。ところどころにポーリッシュ兄弟の芸術センスやユーモアが散りばめられていて、ドラマではあるが全体を通してファンタジックな作りになっている。出演にはジェームズ・ウッズをはじめ、ニック・ノルティ、ダリル・ハンナ、ピーター・コヨーテや『ER緊急救命室』で知られるアンソニー・エドワーズ、『ツイン・ピークス』のカイル・マクラクランなどベテラン勢が雰囲気を盛り上げている。ロンドン映画祭やサンダンス映画祭でプレミア上映され、本国アメリカでは2003年に限定公開された。日本では劇場未公開のまま、本国の公開6年後の2009年にDVDリリースされている。

## あらすじ
時は1955年。モンタナ州にある小さな町“ノースフォーク”。広大な平野に位置する古き良き町も、ダム拡張工事のために水の底へ沈んでしまう運命だった。生まれ育った町に未練を残しながらも多くの住民たちが渋々立ち退きに応じていたのだが、一方では頑として居座る住民も少なくはなかった。そんな彼らの立ち退き対策として、ウォルター・オブライエン（ジェームズ・ウッズ）ら立ち退き執行人たちが招集される。2人1組のチームを組み、65件立ち退きを促した暁にはダム完成時に土地を進呈されるという見返りを目指し、執行人たちはいざ立ち退きを拒む住民たちのもとへ車を走らせるのだった。
同じ頃、立ち退きを勧告され町を出ようとするハドフィールド夫人（クレア・フォーラニ）らは、引き取った孤児の少年が重病のためにハーラン神父（ニック・ノルティ）のもとを訪れていた。何とか説得を試みようとするハーラン神父だったが、夫妻はとても面倒が見きれないという理由で少年を置き去りにしていってしまう。少年のある“秘密”を知っているハーラン神父は、静かに少年の看病を引き継ぐことに。また時を同じくしてボロ屋敷に集う4人組、フラワー（ダリル・ハンナ）、ハッピー（アンソニー・エドワーズ）、コッド（ベン・フォスター）、そしてカップ・オブ・ティー（ロビン・サックス）らは自分たちの仲間となるべく天使を探し続けてノースフォークへ辿り着いていた。そんな4人の元へ、一人の少年が現れる。

## キャスト
- ウォルター・オブライエン：ジェームズ・ウッズ
- ハーラン神父：ニック・ノルティ
- フラワー：ダリル・ハンナ
- エディ：ピーター・コヨーテ
- ハッピー：アンソニー・エドワーズ
- コッド：ベン・フォスター
- カップ・オブ・ティー：ロビン・サックス
- ハドフィールド夫人：クレア・フォーラニ
- ホープ氏：カイル・マクラクラン
- ウィリー・オブライエン：マーク・ポーリッシュ
- アーノルド：ジョン・グリース
- スタリング氏：マーシャル・ベル

## スタッフ
- 監督：マイケル・ポーリッシュ
- 製作：マーク・ポーリッシュ、マイケル・ポーリッシュ
- 製作総指揮：ジャネット・ジェンセン、デイモン・マーティン、ほか
- 脚本：マイケル・ポーリッシュ、マーク・ポーリッシュ
- 音楽：ステュワート・マシューマン
- 撮影：M・デイヴィッド・ミューレン
- 編集：レオ・トロンベッタ